# Ozero Lipno (sjö i Belarus, lat 55,12, long 29,02)
Ozero Lipno (ryska: Озеро Липно) är en sjö i Belarus.   Den ligger i voblasten Vitsebsks voblast, i den norra delen av landet, 160 km nordost om huvudstaden Minsk. Ozero Lipno ligger 126 meter över havet. Arean är 0,84 kvadratkilometer. Den sträcker sig 3,0 kilometer i nord-sydlig riktning, och 0,7 kilometer i öst-västlig riktning.
Omgivningarna runt Ozero Lipno är en mosaik av jordbruksmark och naturlig växtlighet. Runt Ozero Lipno är det ganska glesbefolkat, med 22 invånare per kvadratkilometer.